# Hüseyin Kartal
Hüseyin Kartal (Egridir, 1º gennaio 1982) è un ex calciatore turco, di ruolo attaccante.